# Rinaldo Moro
Rinaldo Moro (Meolo, 14 giugno 1926) è un ex calciatore italiano, di ruolo centrocampista.

## Carriera
Dopo gli esordi in Serie C con l'Arezzo, passa al Messina debuttando in Serie B nella stagione 1951-1952 e disputando con i siciliani tre campionati cadetti per un totale di 75 presenze e 9 gol.
Nel 1954 si trasferisce al Marzotto Valdagno, con cui gioca due campionati di Serie B collezionando altre 33 presenze.